# 佐久穗町
佐久穗町（日语：／ Sakuho machi */?）是長野縣東部的一町。

## 历史

### 沿革
- 2005年3月20日 - 南佐久郡佐久町、八千穗村合併。佐久穗町成立。

## 行政
- 町長：佐佐木定男 2005年4月17日就任